# غودنس أجاي
غودنيس أوهيرمن أجايي (وُلد في 6 أكتوبر 1994) هو لاعب كرة قدم نيجيري محترف يشغل مركز المهاجم في نادي أوباتيا الكرواتي.

## المسيرة
وُلد أجايي في مدينة بنين، وكان من بين عدد من اللاعبين الذين انتقلوا من أكاديمية أبوجا لكرة القدم في نيجيريا إلى فريق شباب نادي رييكا الكرواتي في أواخر عام 2012، حيث أثبت نفسه وواصل مسيرته مع النادي. شارك لأول مرة مع الفريق الأول لرييكا في الجولة الافتتاحية من موسم 2013–2014، وهو في الثامنة عشرة من عمره، ليُصبح بذلك أول لاعب من أكاديمية أبوجا — التي يشرف عليها غابرييلي فولبي، مالك نادي رييكا ونادي سبيزيا — يشارك رسميًا مع الفريق الأول.
خلال فترة تواجده مع نادي رييكا، أُعير أجايي إلى نادي شيروكي برييغ البوسني في يوليو 2015، ثم انتقل على سبيل الإعارة إلى نادي هبوعيل أشكلون الإسرائيلي في أغسطس 2017. وفي يونيو 2018، انضم إلى نادي إنتر زابرشيتش ضمن صفقة تبادل لاعبين. وفي 19 يونيو 2019، وقّع عقدًا مع نادي أسترا جورجو الروماني، الذي ينافس في دوري الدرجة الأولى.

## الأوسمة
مع نادي رييكا:
- 1. HNL : 2016–17
- كأس كرواتيا : 2013–14 ، 2016–17
- كأس السوبر الكرواتي : 2014